# Тяп-ляп (злочинне угруповання)
«Тяп-Ляп» — організоване злочинне угруповання, яке діяло на території Казані в 70-х роках XX століття. Спочатку складалося переважно із молоді, яка проживала на території міського району Теплоконтроль, згодом по мірі росту угруповання до нього приєдналися члени інших міських районів. Відома організацією масових бійок в Казані, а також вбивствами.

## Створення
«Тяп-Ляп» не перше злочинне угруповання, яке виникло в Казані. За словами автора книги «Казанський феномен: міф і реальність» Любові Агеєвої, саме наявність інших злочинних угруповань і прагнення захиститися від них привела до об'єднання підлітків та молодих хлопців з району Теплоконтроль під керівництвом харизматичних лідерів в ОЗУ «Тяп-Ляп».
Молодь у Казані була поділена по районах міста, і на район Теплоконтроль, названий на честь заводу, який в ньому знаходився, часто відбувалися напади сусідів. Місцеві хлопці об'єднувалися для протистояння нападникам, але частіше їх дії були безуспішними, адже сили були занадто нерівними.
Ситуація змінилася, коли Сергій Антіпов, в підвалі одної із пятиповерхівок облаштував із підручних засобів спортивний зал, куди молодь охоче ринула, прагнучи підвищити свою фізичну підготовку. Саме він перетворив дворову команду в могутнє і небезпечне угруповання, яке базувалося в спортивному залі. Відбір членів проводив сам Антіпов. Для того щоб приєднатися до угруповання, новачок повинен був устояти на ногах після удару лідера. В 1974 році кількість членів «Тяп-Ляп» становила 300 осіб. Вони часто вступали в масові двобої з подібними угрупованнями. Фірмовими відмітками злочинної організації стало зображення корони і літер «Т» і «К», що означало «Теплоконтроль».

## Лідери
- Сергій Антіпов (прізвисько Антіп) — до моменту створення банди, вже був судимий і ув'язнений за пограбування і хуліганство, був знайомий з законами кримінального світу. Під час ув'язнення вивчав структури і способи роботи злочинних угруповань.
- Завдат Файзрахманович Хантіміров (прізвисько Джавда) — один із перших хто примкнув до Антіпова. Відрізнявся значною фізичною силою і жорстокістю, як і Антіпов, займався боксом, але, через надмірну жорстокість, кар'єра боксера у нього не вдалась.
- Сергій Леонідович Скрябін (прізвисько Скряба) — мозговий центр злочинного угруповання, мав педагогічну освіту, зі шкільних років товаришував з Хантіміровим.

## Діяльність
Члени ОЗУ «Тяп-Ляп» займалися в основному рекетом, здобуті таким чином гроші віддавалися лідерам. Періодично злочинне угруповання здійснювало набіги на сусідні райони, дискотеки, мирне населення.
Один із найжорстокіших нападів здійснили на міський Палац культури імені Урицького. Під час дискотеки близько 200 бандитів просто ввірвалися в палац і, озброївшись шматками арматури, почали нещадно лупцювати присутніх людей. Деякі з них в надії врятуватися стали вискакувати з вікон, але там також їх чекала решта нападників. До цього, по дорозі на дискотеку, вони вивели зі строю всі телефонні будки, що знаходилися по дорозі, аби ніхто не міг викликати швидку допомогу.
Застосовували холодну і вогнепальну зброю, а також підручні засоби, на кшталт ланцюгів і арматурних обрізків. Жертви банди боялися свідчити проти нападників, адже злочинці нападали невеликими групами, і тим, кому вдалося залишилися на волі, неодмінно відплачували за своїх товаришів. В ОЗУ був також свій хірург, який лікував ранених і психіатр Михайло Зарахович (Захар), який міг маніпулювати підлітками та вселяти в них потрібну ідеологію.

## Арешт і суд
Банда «Тяп-Ляп» деякий час знаходилася в оперативному розшуку. Спочатку були затримані всі члени угруповання, які брали участь у погромах, в тому числі і Завдат Хантіміров. Антіпов і Скрябін залишались на волі, так як вироблені Скрябою схеми роботи відгородили його і Антіпа від прямої участі у погромах, і довести їх вину було значно складніше. Першим, хто дав свідчення проти Антіпова став один із членів «Тяп-Ляп», чию наречену зґвалтував Сергій Антіпов. Незабаром були затримані Сергій Антіпов, який планував вбивство прокурора, що вів справу злочинного угруповання, і Сергій Скрябін. Членів ОЗУ «Тяп-Ляп» судили в слідчому ізоляторі за бандитизм, 36 грабежів, 4 вбивства і 15 замахів на вбивство.
14 квітня 1980 року суд засудив Завдата Хантімірова до смертної кари через розстріл. Також вищу міру покарання отримали активні члени банди Тазетдінов, Маслєнцев і Каюмов. Верховний Суд СРСР замінив смертний вирок Маслєнцеву і Каюмову на 15 років позбавлення волі, а Хантімірову і Тазетдінова залишив без зміни. На суді Джавда поводився спокійно. За спогадами очевидців, коли Хантімірова стали переодягати в смугасту форму в'язня-смертника, з ним сталася істерика. Усі прохання про помилування були відхилені, і вироки щодо Хантімірова і Тазетдінова в 1982 році приведені у виконання.
Скрябіну і Антіпову дали по 15 років ув'язнення, вони не брали участі у вбивствах. Антіпов уникнув відповідальності за бандитизм, його судили за інші злочини Скрябін, згідно з більшістю джерел, був убитий в 1996 році, хоча на могилі Скрябіна у фільмі «Слідство вели» і «Радянська мафія» вказана інша дата смерті — 1994 рік. Антипов жив під іншим ім'ям, взявши прізвище дружини. Як стверджується у фільмі з циклу «Слідство вели...», Антипа вбили у тому ж 1996. Однак за деякими свідченнями він досі живий.